# 清水チャートリー
清水 チャートリー（しみず ちゃーとりー、1990年12月3日 - ）は、日本の作曲家。大阪府出身。

## 略歴
小学校から中学校卒業までシンガポールで過ごす。2014年、国立音楽大学を首席で卒業と同時に有馬賞受賞。アメリカのコロンビア大学大学院に留学し、電子音楽を学ぶ。2017年、三菱財団フェローとしてピッツバーグ大学にて現代音楽における笙の作曲法について研究活動を行う。2018年、ドイツに引っ越し、ドレスデン音楽大学修士課程で作曲を学ぶ。2023年、ロックフェラー財団のアジアン・カルチュラル・カウンシルグラントを得て、台湾に拠点を移す。数年おきに住む国を変える理由について、2024年7月、岩波書店『図書』に寄稿したエッセイ「台湾にいったい何があるというんですか？」に、ナラティブの限界を定期的に想起させるためとしている。これまでに作曲を川島素晴、古川聖、マーク・アンドレに師事。

## 作風
時間と空間の解放をコンセプトに、サイトスペシフィックな音楽や、楽器もしくは演奏者の機能の「エンハンスメント」を目的として機械的オブジェなどを組み込んだ現代音楽作品を創作、世界各国の楽団や演奏家から委嘱を受ける。近年は、雅楽の時間性など、五線譜に記譜することが困難な音楽の揺らぎを理論化し、作曲に応用している。

## 受賞歴
- 2016マルタ国際作曲コンクール1位受賞[7]
- 第14回Thailand International Composition Festival招聘作曲家
- ヤドー財団レジデント・コンポーザー[8]
- NAT28公募入選[9]
- 第28回セルビア作曲家協会 International Review of Composers招聘作曲家[10]
- アルス・エレクトロニカフォーラム・ヴァリス入選[11]
- 2019年度ISCMスウェーデン支部ヴィスビュー国際作曲家センターVICCレジデント・コンポーザー[12]
- 第10回JFC作曲賞入選[13]
- ISCM「世界音楽の日々」入選[14]
- アジアン・カルチュラル・カウンシル
  - 2020年度グラント受賞
  - 2021年度フェローシップ受賞[15]
- 第4回くにたち賞奨励賞[16]

## 主要作品
- しかく（2013年）
- fiddle（2014年）
- 金魚オブセッション（2017年）
- big mosquito（2017年）
- しりちんばれー（2018年）
- Pink Elephant in Prentis（2018年、上海交響楽団委嘱作品[17]）
- ミミ・スペランキング（2018年）
- Rightist Mushrooms（2019年、AuditivVokal委嘱作品[18]）
- 和牛ピッグス（2019年）
- ねんねこパンツ（2021年）
- クレイジー塩梅（2021年）
- サカナ・サテライト（2021年[19]）
- 海老レボリューション（2022年）
- 変態ビートル（2022年[20]）
- セルフ・ポートレイト（2022年）
- 麒麟テレフォン（2024年[21]）
- おはようパラサイト（2024年[22]）